# Stenostephanus atropurpureus
Stenostephanus atropurpureus är en akantusväxtart som först beskrevs av Gustav Lindau, och fick sitt nu gällande namn av John Richard Ironside Wood. Stenostephanus atropurpureus ingår i släktet Stenostephanus och familjen akantusväxter. Inga underarter finns listade i Catalogue of Life.